# Topsentia disparilis
Topsentia disparilis är en svampdjursart som först beskrevs av Lawrence Morris Lambe 1894.  Topsentia disparilis ingår i släktet Topsentia och familjen Halichondriidae. Inga underarter finns listade i Catalogue of Life.